# Zora Heide
Zora Heide (23 novembre 1924 -) est une espérantiste croate.

## Biographie
Zora Heide nait le 23 novembre 1924 à Levinovac, proche de Virovitica, en Croatie. Elle obtient son baccalauréat en 1944. Elle étudie à la faculté de droit de Zagreb, mais doit interrompre ses études. En 1948, elle obtient un diplôme de technicienne de laboratoire et commence à travailler à l’institut urbain de l’hygiène de Zagreb. Elle y travaille jusqu’en 1960, date à laquelle elle se marie avec un danois et déménage au Danemark. Elle travaille dans divers laboratoires de Copenhague.